# Jezerce pri Dobjem
Jezerce pri Dobjem je naselje v Občini Dobje.